# José Boza
José Ramón de Boza y Rivera fue un hacendado y político peruano. Durante la segunda mitad del siglo XX ejerció la representación de tres departamentos diferentes (Ica, Junín y departamento de Lima) sumando en total 19 años de presencia en el Congreso del Perú. Fue dueño de varias haciendas en el departamento de Ica incluyendo la hacienda Mamacona y su familia estuvo vinculada con el marquesado de Casa Boza.
José Boza fue el primer diputado electo por la provincia litoral de Ica luego de que, en 1855, el presidente Ramón Castilla dispusiera su independización del departamento de Lima y su elevación a la categoría de provincia litoral. Así, fue elegido para representar a su provincia en el Congreso Constituyente de 1860 entre julio y noviembre de ese año. durante el tercer gobierno de Ramón Castilla. Este congreso elaboró la Constitución de 1860, la séptima que rigió en el país y la que más tiempo ha estado vigente pues duró, con algunos intervalos, hasta 1920, es decir, sesenta años. Luego de expedida la constitución, el congreso se mantuvo como congreso ordinario hasta 1863 y Boza ejerció el cargo de Senador por Ica siendo reelecto en 1864.
Luego de la guerra hispano-sudamericana y el primer gobierno del general Mariano Ignacio Prado, Boza fue elegido diputado por Junín por la provincia de Huancayo, en el departamento de Junín entre 1868 y 1876. Paralelamente, entre 1872 y 1876 fue elegido también como diputado suplente por la provincia de Cañete en el departamento de Lima. Luego, en 1876, fue elegido diputado titular o propietario por esta última provincia.
Durante su gestión, logró el arrendamiento del Ferrocarril Pisco-Ica cuyos intentos iniciales datan de 1861, fue concluido en 1871 para sacar la producción del valle de Ica a mercados lejanos. Fue construido, con intervención de Ernesto Malinowsky, por la empresa de José Francisco Canevaro, quien lo vendió al gobierno. Este lo arrendó a don José Boza. Su maestranza y factoría estaban en Pisco. En 1881, durante la Guerra del Pacífico, una guarnición chilena al mando del coronel Leoncio Tagle saqueó el valle y destruyó el tren. 
Sus haciendas fueron clásicas productoras de pisco peruano. En 1869 el pisco producido en sus haciendas logró medalla de plata en la primera Exposición Industrial de Lima donde sólo participaron productores peruanos. Tres años después, se realiza la Segunda Exposición Industrial de Lima donde participan productos extranjeros logrando, nuevamente, la medalla de plata. En 1878 participa en la Exposición Universal de Paris resultando nuevamente premiado con medalla de plata. Su principal hacienda productora, la de Mamacona fue ocupada por tropas chilenas durante la Guerra del Pacífico lo que podría explicar la transmisión del conocimiento de elaboración del Pisco a chilenos.